# Primo Victoria
Primo Victoria (První vítězství) je debutové studiové album od švédské power metalové skupiny Sabaton, vydané 15. března 2005 ve vydavatelství Black Lodge Records. V roce 2010 vyšla Re-Armed edice s několika bonusy.

## Seznam skladeb
1. Primo Victoria – O vylodění v Normandii.
2. Reign of Terror – O operaci Pouštní bouře.
3. Panzer Battalion – O Válce v Iráku.
4. Wolfpack – O vlčích smečkách, speciálně o útoku na konvoj ONS-92.
5. Counterstrike – O šestidenní válce.
6. Stalingrad – O Bitvě o Stalingrad.
7. Into the Fire – O Vietnamské válce.
8. Purple Heart – O vojenském ocenění Purpurové srdce.
9. Metal Machine – Pocta metalu, s texty podle názvů písniček od Iron Maiden, Manowar, Judas Priest, Rainbow, Dio, Metallica, W.A.S.P., Accept, Helloween, Pink Floyd a Black Sabbath.

Re-Armed edice – bonus
1. The March To War (intro)
2. Shotgun
3. Into The Fire (živě)
4. Rise Of Evil (živě)
5. The Beast (Twisted Sister cover)
6. Dead Soldier's Waltz (outro)

## Obsazení
- Joakim Brodén – zpěv, klávesy
- Rickard Sundén – kytara
- Oskar Montelius – kytara
- Pär Sundström – baskytara
- Daniel Mullback – bicí